# Кузнецова Ольга Іванівна
Ольга Іванівна Кузнецова (14 січня 1941, Канів, Черкаська область — 15 березня 2018, Миколаїв) — українська театральна актриса, заслужена артистка УРСР.

## Життєпис
Випускниця Київського культурно-просвітнього технікуму 1958 року. Після цього навчалася у Олега Борисова в студії при Київському театрі оперети. Після закінчення навчання у 1960 році почала грати в Херсонському українському музично-драматичному театрі. У 1962 році перейшла до трупи Черкаського українського музично-драматичного театру імені Т. Г. Шевченка. Від 1965 року і до кінця життя була акторкою Миколаївського українського музично-драматичного театру. Грала гострохарактерні ролі у широкому творчому діапазоні, успішно втілювала як драматичні, так і комедійні образи.
У 1979 році отримала звання заслуженої артистки Української РСР.

## Основні ролі
Аза, Панночка («Циганка Аза», «Майська ніч» Михайла Старицького), Оленка, Василина («Сто перша дружина султана» Аркадія Філіпенка), Ніна Бездольна («Діва Марія» Івана Рачади), Вдова («Ведмідь» Г. Сєдельникова за Антоном Чеховим), Пенелопа (однойменний мюзикл О. Журбіна), Ганна Ґлаварі («Весела вдова» Ф. Легара).

## Родина
- Чоловік — Кузнецов Володимир Вікторович (1937—2016), актор Миколаївського українського музично-драматичного театру, поет, заслужений артист України[1]. У подружжя, залишився син[2].